# Наташа Аксентијевић
Наташа Аксентијевић (Београд, 7. фебруар 1981) српска је филмска и гласовна глумица, комичарка и ТВ водитељка. Управо радећи као водитељка ТВ емисије ДНК анализа стекла је надимак Наташа ДНК, али и популарност коју ужива као једно од најпознатијих ТВ лица у Србији. Тренутно ради као део водитељског тима на телевизији Прва.

## Каријера
Рођена као Наташа Миљуш, дипломирала је глуму 2004. године на Факултету драмских уметности Универзитета Браћа Карић у Београду, у класи професора Предрага Ејдуса. Прву улогу на филму добила је у остварењу Живот и смрт порно банде, да би затим играла епизодне улоге у Српском филму и у филму Једнаки, након чега је добила ангажман у емисији ДНК телевизије Пинк. Уреднички тим на челу са водитељком посећује домове људи који изазвани сумњом, а и несугласицама и сукобима, желе да испитају генетско порекло неког од својих ближњих, најчешће деце за коју се верује да су ванбрачна. У мају 2017. године напушта ТВ Пинк и прелази на конкурентску ТВ Прва, где прво води емисију "Ко ти прави свадбу", а затим кува у емисији "150 минута". У марту 2020. постаје ТВ лице новоосноване кабловске телевизије К1, где је била водитељ музичке емисије Дневна доза попа заједно са колегом Предрагом Дамњановићем, а од септембра 2021. до априла 2022. je у емисији На мој начин на истој телевизији приказала своју борбу са вишком килограмима на оригиналан и забаван начин. Од септембра до децембра 2024. године је на телевизију Курир била водитељ кулинарске емисије Комшилук, уз Радомира Рашу Влачића и Мирку Васиљевић. Од фебруара 2025. године је водитељка квиза Погоди цену тачно на телевизији Прва, уз колегу Предрага Дамњановића.

## Приватни живот
Наташа је популарност стекла духовитим досеткама и непосредним контактом са људима који су тражили помоћ. Једна од њених реплика, популарних на друштвеним мрежама догодила се када је једна од жена у емисији претпоставила да је водитељка трудна и питала да ли носи дечака. Наташа је одговорила: Не, то ми је од сланине... Крајње време да не једем три доручка него један... Много једем... Знате, узмем багет, а ако је врућ, узмем и пола другог, пола тегле ајвара, сланине — ову индустријску не једем, само домаћу, димљену, и не волим да се осећа онај вештачки дим, и волим да је била добра зима, значи промаја, мраз убио и то, и волим да је с белим луком, кајмака, мало, мало и сира, кад једем јаје на око, углавном једем пет, шест.
Аксентијевићева је наклоност широких маса стекла и отворено говорећи о финансијским проблемима које је имала као глумица без посла, док није почела да ради на телевизији. У једном од интервјуа казала је да су јој гасили телефонске картице услед неплаћених рачуна, а у једној од емисија признала је да је крала струју са струјомера.
Удата је и са мужем и кћеркама Хеленом и Вером живи у Београду.

## Филмографија
| Год.  | Назив                       | Улога             |
| ----- | --------------------------- | ----------------- |
| 2009. | Живот и смрт порно банде    | Софија            |
| 2010. | Српски филм                 | породиља          |
| 2010. | Стеван М. Живковић (кратки) | медицинска сестра |
| 2014. | Једнаки                     |                   |
| 2021. | Колегинице                  | Мара              |
| 2021. | Љубавни залогаји            |                   |
| 2022. | Попадија                    | Верка             |

## Улоге у синхронизацијама
| \| Година \| Наслов \| Улога \| \| ------ \| ---------------------------------------------- \| --------------------------------------------------------------------- \| \| 2007. \| Гладијаторска академија (КиАрт) \| \| \| 2009. \| Кени — ајкула \| Грејс Кесиди итд. \| \| 2009. \| Ловци на змајеве (КиАрт) \| Џенелин итд. \| \| 2009. \| Сем и Макс: Приватни полицајци \| Семова бака итд. \| \| 2010. \| Божићни чувари приче \| Хелена \| \| 2010. \| Острво корњача \| Ингрид \| \| 2010. \| Тутенштајн: Судар фараона \| Клеопатра итд. \| \| 2011. \| Екшнмен (1995) (КиАрт) \| Натали итд. \| \| 2013. \| Аватар: Легенда о Кори \| Лин Беифонг \| \| 2013. \| Робот и Чудовиште \| Неси \| \| 2013. \| С. Т. О. П. Папи \| Пег Папи \| \| 2013. \| Фанбој и Чам Чам \| \| \| 2013. \| Магично срце \| Теодора, Вила Таме \| \| 2013. \| Викторијус \| додатни гласови \| \| 2013. \| Биг тајм раш \| додатни гласови \| \| 2013. \| Маскирани певач[3] \| Марта \| \| 2013. \| Млади мутанти нинџа корњаче (2012) \| Госпођа Кембл (С1) \| \| 2013. \| Кунг-фу панда: Легенде о феноментастичном \| Муган \| \| 2013. \| Ај Карли \| Мишел Обама \| \| 2013. \| Марвин Марвин \| Лиз Форман \| \| 2013. \| Викторијус \| Мелинда Мари, додатни гласови \| \| 2014. \| Сем и Кет \| Нона \| \| 2014. \| Тандерменови \| Фиона Кемпбел, додатни гласови \| \| 2015. \| Винкс (С7) \| Ајси, Рокси, Крити \| \| 2019. \| Вилијева планета \| Извиђачка сонда, унутрашњи глас робота \| \| 2019. \| Тајни агент Мјау \| \| \| 2020. \| Гамболов чудесни свет \| Бака Џоџо (неке епизоде), додатни гласови \| \| 2020. \| Господин Магу (2019) \| додатни гласови \| \| 2020. \| Јабука и Лук \| додатни гласови \| \| 2020. \| Скуби Ду је то и погоди још ко \| Лајла Али, Олга, Др Вилер, додатни гласови \| \| 2020. \| Град хероја: Серија \| Ујна Кес Хамада \| \| 2020. \| Златокоса и разбојник: Пре срећног краја \| Краљица Аријана \| \| 2020. \| Златокоса и разбојник: Серија \| Краљица Аријана \| \| 2020. \| Лило и Стич: Серија (званична синх.) \| Госпођа Хасагава (Е39), глас рачунара, додатни гласови \| \| 2020. \| Ратови звезда: Ратови клонова (2008) \| Ади Галија (С2-3), Лама Су (С6); Лета Турмонд, Типли, додатни гласови \| \| 2021. \| Острво Летњи Камп \| додатни гласови \| \| 2021. \| Стивен Универс: Будућност \| Бизмут, Плави Дијамант, Жути Дијамант \| \| 2022. \| Поцрвенела панда \| Хелен \| \| 2025. \| Принцеза коју је отео змај који отима принцезе \| \| |                                                |                                                                       |
| Година | Наслов                                         | Улога                                                                 |
| 2007. | Гладијаторска академија (КиАрт)                |                                                                       |
| 2009. | Кени — ајкула                                  | Грејс Кесиди итд.                                                     |
| 2009. | Ловци на змајеве (КиАрт)                       | Џенелин итд.                                                          |
| 2009. | Сем и Макс: Приватни полицајци                 | Семова бака итд.                                                      |
| 2010. | Божићни чувари приче                           | Хелена                                                                |
| 2010. | Острво корњача                                 | Ингрид                                                                |
| 2010. | Тутенштајн: Судар фараона                      | Клеопатра итд.                                                        |
| 2011. | Екшнмен (1995) (КиАрт)                         | Натали итд.                                                           |
| 2013. | Аватар: Легенда о Кори                         | Лин Беифонг                                                           |
| 2013. | Робот и Чудовиште                              | Неси                                                                  |
| 2013. | С. Т. О. П. Папи                               | Пег Папи                                                              |
| 2013. | Фанбој и Чам Чам                               |                                                                       |
| 2013. | Магично срце                                   | Теодора, Вила Таме                                                    |
| 2013. | Викторијус                                     | додатни гласови                                                       |
| 2013. | Биг тајм раш                                   | додатни гласови                                                       |
| 2013. | Маскирани певач                                | Марта                                                                 |
| 2013. | Млади мутанти нинџа корњаче (2012)             | Госпођа Кембл (С1)                                                    |
| 2013. | Кунг-фу панда: Легенде о феноментастичном      | Муган                                                                 |
| 2013. | Ај Карли                                       | Мишел Обама                                                           |
| 2013. | Марвин Марвин                                  | Лиз Форман                                                            |
| 2013. | Викторијус                                     | Мелинда Мари, додатни гласови                                         |
| 2014. | Сем и Кет                                      | Нона                                                                  |
| 2014. | Тандерменови                                   | Фиона Кемпбел, додатни гласови                                        |
| 2015. | Винкс (С7)                                     | Ајси, Рокси, Крити                                                    |
| 2019. | Вилијева планета                               | Извиђачка сонда, унутрашњи глас робота                                |
| 2019. | Тајни агент Мјау                               |                                                                       |
| 2020. | Гамболов чудесни свет                          | Бака Џоџо (неке епизоде), додатни гласови                             |
| 2020. | Господин Магу (2019)                           | додатни гласови                                                       |
| 2020. | Јабука и Лук                                   | додатни гласови                                                       |
| 2020. | Скуби Ду је то и погоди још ко                 | Лајла Али, Олга, Др Вилер, додатни гласови                            |
| 2020. | Град хероја: Серија                            | Ујна Кес Хамада                                                       |
| 2020. | Златокоса и разбојник: Пре срећног краја       | Краљица Аријана                                                       |
| 2020. | Златокоса и разбојник: Серија                  | Краљица Аријана                                                       |
| 2020. | Лило и Стич: Серија (званична синх.)           | Госпођа Хасагава (Е39), глас рачунара, додатни гласови                |
| 2020. | Ратови звезда: Ратови клонова (2008)           | Ади Галија (С2-3), Лама Су (С6); Лета Турмонд, Типли, додатни гласови |
| 2021. | Острво Летњи Камп                              | додатни гласови                                                       |
| 2021. | Стивен Универс: Будућност                      | Бизмут, Плави Дијамант, Жути Дијамант                                 |
| 2022. | Поцрвенела панда                               | Хелен                                                                 |
| 2025. | Принцеза коју је отео змај који отима принцезе |                                                                       |